# Bóng chuyền tại Đại hội Thể thao Đông Nam Á 2023 - Trong nhà
Bóng chuyền trong nhà tại Đại hội Thể thao Đông Nam Á 2023 diễn ra từ ngày 3 đến ngày 14 tháng 5 năm 2023, nhà thi đấu Olympic, Phnôm Pênh, Campuchia.

## Bảng huy chương
| Hạng               | Đoàn               | Vàng | Bạc | Đồng | Tổng số |
| ------------------ | ------------------ | ---- | --- | ---- | ------- |
| 1                  | Indonesia          | 1    | 0   | 1    | 2       |
| 2                  | Thái Lan           | 1    | 0   | 0    | 1       |
| 3                  | Việt Nam           | 0    | 1   | 1    | 2       |
| 4                  | Campuchia          | 0    | 1   | 0    | 1       |
| 5                  | Philippines        | 0    | 0   | 0    | 0       |
| Tổng số (5 đơn vị) | Tổng số (5 đơn vị) | 2    | 2   | 2    | 6       |

## Kết quả

### Nam
| Xếp hạng | Đội         | VĐV | T | B |
| -------- | ----------- | --- | - | - |
| 1        | Indonesia   | 5   | 5 | 0 |
| 2        | Campuchia   | 5   | 3 | 2 |
| 3        | Việt Nam    | 5   | 3 | 2 |
| 4        | Thái Lan    | 5   | 3 | 2 |
| 5        | Philippines | 5   | 2 | 3 |
| 6        | Singapore   | 5   | 2 | 3 |
| 7        | Myanmar     | 5   | 1 | 4 |
| 8        | Malaysia    | 5   | 1 | 4 |

### Nữ
| Xếp hạng | Đội         | VĐV | T | B |
| -------- | ----------- | --- | - | - |
| 1        | Thái Lan    | 5   | 5 | 0 |
| 2        | Việt Nam    | 5   | 4 | 1 |
| 3        | Indonesia   | 5   | 3 | 2 |
| 4        | Philippines | 5   | 2 | 3 |
| 5        | Singapore   | 5   | 3 | 2 |
| 6        | Malaysia    | 5   | 2 | 3 |
| 7        | Myanmar     | 5   | 1 | 4 |
| 8        | Campuchia   | 5   | 0 | 5 |